# 南孟镇 (石家庄市)
南孟镇，是中华人民共和国河北省石家庄市藁城区下辖的一个乡镇级行政单位。

## 行政区划
南孟镇下辖以下地区：
南孟村、北堤里村、小吴村、北汪村、西凝仁村、南凝仁村、杜家庄村、韩家洼村、康村、秦家庄村、南乡村、贤庄村、东只甲村和西只甲村。